# Santiago del Teide (capital municipal)
Santiago del Teide es una de las entidades de población que conforman el municipio homónimo, en la isla de Tenerife —Canarias, España—, siendo su capital administrativa.

## Geografía
Se encuentra situado en la parte media del valle de Santiago, a una altitud de 926 m s. n. m.
Como capital administrativa, aquí se encuentran muchas infraestructuras municipales. Así, aquí están la sede del ayuntamiento y otras dependencias, así como el juzgado de paz o el cementerio municipal. También cuenta con una agencia de desarrollo local, un mercadillo del agricultor, el centro de educación infantil y primaria Feliciano Hernández García, la iglesia parroquial de Santiago, varios centros sociales, un tanatorio municipal, un consultorio médico, un pabellón de deportes, una biblioteca municipal, un área recreativa, plazas públicas, parques infantiles, una oficina de Correos, gasolinera, farmacia, además de algunas entidades bancarias, bares, restaurantes y otros pequeños comercios.
Parte de la superficie de la localidad se encuentra incluida en la reserva natural especial del Chinyero y en el parque rural de Teno.

## Demografía
| Año        | 2000 | 2005 | 2010 | 2015 | 2020 |
| ---------- | ---- | ---- | ---- | ---- | ---- |
| Habitantes | 464  | 495  | 444  | 422  | 463  |

## Comunicaciones
Se accede principalmente por la carretera TF-82 de Icod de los Vinos a Armeñime, pudiéndose llegar también por la carretera TF-436 desde El Palmar.

### Transporte público
En Santiago existen paradas de taxi, y en autobús ―guagua― queda conectada mediante la siguiente línea de TITSA:
| Línea | Trayecto                                             | Recorrido     |
| ----- | ---------------------------------------------------- | ------------- |
| 325   | Puerto de la Cruz - Icod de los Vinos - Los Gigantes | Horario/Línea |
| 460   | Icod de los Vinos - Guía de Isora - Costa Adeje      | Horario/Línea |
| 461   | Arguayo - Acantilado de Los Gigantes                 | Horario/Línea |
| 462   | Guía de Isora - Valle Santiago - Los Gigantes        | Horario/Línea |

## Lugares de interés
- Iglesia de Santiago
- Hotel Señorío del Valle